# Кукурыки
Кукурыки (пол. Kukuryki) — деревня в Бяльском повете Люблинского воеводства Польши. Входит в состав гмины Тересполь. По данным переписи 2011 года, в деревне проживало 48 человек.

## География
Деревня расположена на востоке Польши, к югу от реки Западный Буг, вблизи государственной границы с Белоруссией, на расстоянии приблизительно 30 километров к северо-востоку от города Бяла-Подляска, административного центра повета. Абсолютная высота — 130 метров над уровнем моря. Через населённый пункт проходит национальная автодорога 68.

## История
По данным на 1827 год имелось 24 двора и проживало 136 человек. Согласно «Справочной книжке Седлецкой губернии на 1875 год» деревня входила в состав гмины Богукалы Константиновского уезда Седлецкой губернии.
В период с 1975 по 1998 годы деревня входила в состав Бяльскоподляского воеводства.

## Население
Демографическая структура по состоянию на 31 марта 2011 года:
|         | Всего | До трудоспособного возраста | Трудоспособного возраста | Старше трудоспособного возраста |
| ------- | ----- | --------------------------- | ------------------------ | ------------------------------- |
| Мужчины | 19    | 4                           | 11                       | 4                               |
| Женщины | 29    | 3                           | 15                       | 11                              |
| Всего   | 48    | 7                           | 26                       | 15                              |